# Lethal Injection
Albums de Ice Cube
The Predator
(1992) Bootlegs & B-Sides
(1994)
Singles
1. Really Doe
Sortie : 1993
2. You Know How We Do It
Sortie : 2 février 1994
3. Bop Gun (One Nation)
Sortie : Août 1994

Lethal Injection est le quatrième album studio d'Ice Cube, sorti le 7 décembre 1993.
L'album s'est classé 1er au Top R&B/Hip-Hop Albums et 5e au Billboard 200 et a été certifié disque de platine par la Recording Industry Association of America (RIAA) le 1er février 1994.
Il comprend les deux tubes You Know How We Do It et Bop Gun (One Nation).

## Liste des titres
| No  | Titre                                           | Contient un (des) sample(s) de | Durée |
| --- | ----------------------------------------------- | --- | ----- |
| 1.  | The Shot (Intro)                                | | 0:55  |
| 2.  | Really Doe                                      | You Gotta Believe des Pointer Sisters Sing a Simple Song de Sly & the Family Stone Love Sensation (Acapella) de Loleatta Holloway Lick the Balls de Slick Rick | 4:28  |
| 3.  | Ghetto Bird                                     | Ummh de Bobby Hutcherson Funky Worm des Ohio Players Aqua Boogie (A Psychoalphadiscobetabioaquadoloop) de Parliament Atomic Dog de George Clinton The Bonnie & Clyde Theme de Yo-Yo featuring Ice Cube Sing a Simple Song de Please | 3:50  |
| 4.  | You Know How We Do It                           | The Show Is Over d'Evelyn « Champagne » King & Dexter Wansel Summer Madness de Kool & The Gang All Night Long des Mary Jane Girls Jack Be Nimble (Traditionnel) | 3:52  |
| 5.  | Cave Bitch                                      | Go Stetsa I de Stetsasonic Horny Lil' Devil d'Ice Cube When Will They Shoot? d'Ice Cube | 4:18  |
| 6.  | Bop Gun (One Nation) (featuring George Clinton) | One Nation Under a Groove de Funkadelic Mothership Connection (Star Child) de Parliament I Heard It Through the Grapevine de Marvin Gaye Genius of Love du Tom Tom Club Pass the Dutchie de Musical Youth I Don't Believe You Want to Get Up and Dance (Oops!) du Gap Band Sir Nose D'Voidoffunk [Pay Attention - B3M] de Parliament More Bounce to the Ounce de Zapp Atomic Dog de George Clinton Handcuffs de Parliament Dr. Funkenstein de Parliament | 11:17 |
| 7.  | What Can I Do?                                  | I Want You de Marvin Gaye Fight the Power de Public Enemy Still Got Love 4 Um de Kam Party for Your Right to Fight de Public Enemy All on My Nut Sac de Da Lench Mob featuring Ice Cube | 4:39  |
| 8.  | Lil Ass Gee                                     | Blow Your Head de Fred Wesley and The J.B.'s La Di Da Di de Doug E. Fresh et Slick Rick The Payback de James Brown | 4:04  |
| 9.  | Make It Ruff, Make It Smooth (featuring K-Dee)  | Freak Me de Silk Funk You Up de The Sequence Make the Music With Your Mouth, Biz de Biz Markie featuring T.J. Swan The Message de Grandmaster Flash and The Furious Five featuring Grandmaster Melle Mel et Duke Bootee Eenie, Meenie, Miny, Moe (Traditionnel) | 4:23  |
| 10. | Down For Whatever                               | Never Had a Dream des Ohio Players Ironside de Quincy Jones Let No Man Put Asunder (A Shep Pettibone Mix) de First Choice | 4:40  |
| 11. | Enemy                                           | | 4:50  |
| 12. | When I Go to Heaven                             | Inner City Blues (Make Me Wanna Holler) de Marvin Gaye | 5:04  |

| 13. | What Can I Do? (Westside Remix) (featuring Mack 10) |                                                                 | 4:27 |
| 14. | What Can I Do? (Eastside Remix)                     |                                                                 | 4:46 |
| 15. | You Know How We Do It (Remix)                       | Aqua Boogie (A Psychoalphadiscobetabioaquadoloop) de Parliament | 4:23 |
| 16. | Lil Ass Gee (Eerie Gumbo Remix)                     |                                                                 | 5:21 |